# Terraplane BC7
Le Terraplane BC7, conçu en 1966 par l’entreprise française Bertin & Cie, constitue une tentative d’intégration des caractéristiques des aéroglisseurs et des véhicules terrestres classiques. Ce prototype, surnommé le « camion de piste », est une évolution des modèles précédents, le BC4 et le BC6, développée pour remédier à leurs limitations. Le BC7 se distingue par sa capacité à conjuguer la conduite sur route et l’adaptabilité à des terrains difficiles, grâce à l’utilisation conjointe de roues motrices et de coussins d’air.
Les priorités du développement du BC7 incluaient l'amélioration du confort, des performances tout-terrain, de la fiabilité, ainsi que la conception d'un véhicule économique à l'usage. La société SEDAM a repris par la suite le concept pour réaliser une version réduite, le Terraplane T3S, qui reprenait les principales caractéristiques du BC7 dans un format plus compact.

## Développement
Le Terraplane BC7 a été développé en 1966 par l'entreprise Bertin & Cie dans le cadre de recherches visant à intégrer des éléments des voitures traditionnelles et des aéroglisseurs dans un même véhicule. Ce prototype représente une évolution des modèles précédents de Terraplane, le BC4 et le BC6, en cherchant à remédier aux limitations observées dans ces premiers concepts. Surnommé le «camion de piste», le BC7 introduit des améliorations significatives, notamment en matière d’adaptabilité à la conduite sur routes classiques. Contrairement au BC6, qui reposait principalement sur des coussins d’air pour la sustentation et utilisait de petites roues stabilisatrices et une roue avant pour la direction, le BC7 intègrait des roues plus fonctionnelles. Ces roues lui permettait de se déplacer jusqu'à 50 km/h sur piste avec obstacles, lorsque la sustentions n'était pas active. En réduisant la dépendance à la sustentation continue par coussins d’air, le BC7 visait à limiter les contraintes énergétiques tout en gardant les possibilités d’utilisation dans des environnements variés, mêlant terrains accidentés, étendues d'eau et infrastructures routières.
Le BC7 a aussi été conçu pour optimiser le confort de conduite. Lorsque la sustentation était activée, les coussins d'air offraient un effet d'absorption des chocs supérieur à celui des suspensions des roues seules. Pour illustrer son confort les vidéos promotionnelles mettaient en avant la possibilité de voyager avec un verre de vin plein posé sur le tableau de bord. Les premiers prototypes du BC7 ont été conçus en version utilitaire, équipés d'une benne à l'arrière. Les retours positifs sur le confort du véhicule ont incité Bertin et Cie à développer un prototype spécifiquement destiné au transport de passagers.
Un des prototypes a été expédié à Ottawa, au Canada, où il a fait l'objet de divers essais menés par l'armée canadienne. Cependant, ces tests n'ont pas abouti à un développement ultérieur du projet.
Par la suite, la société Bertin et Cie a repris le développement du concept Terraplane et a réalisé une version réduite du BC7, désignée Terraplane T3S. Ce modèle reprenait quasiment à l’identique les caractéristiques du BC7, mais avec des dimensions réduites.

## Conception
Le Terraplane Bertin BC7 est un aéroglisseur terrestre d’un poids à vide de 2,5 tonnes, conçu pour transporter une charge utile équivalente, soit 2 500 kg. Sa structure principale est un caisson de 9,60 mètres de long et 3,10 mètres de large, porté par dix coussins d’air équipés de jupes souples. Sur des surfaces planes et dures, les jupes sont relevées, permettant au BC7 de se comporter comme un véhicule utilitaire classique. Lorsque le sol devient instable, accidenté ou que la charge est particulièrement lourde, le coussin d’air peut être activé pour soulager les roues, offrant un soutien partiel ou total au véhicule. Dans cette configuration, les roues assurent uniquement le guidage et la stabilisation, un principe déjà présent dans le modèle précédent, le Terraplane BC6.Le véhicule est  équipé d'une plateforme de chargement aplatie, facilitant le transport de marchandises. Un moteur à pistons diesel unique, développant 140 chevaux, alimentait à la fois les roues motrices et les ventilateurs nécessaires à l’entretien du coussin d’air.

### Pilotage
Depuis le poste de conduite, qui comparé au BC6 est entièrement fermée,  le conducteur peut relever ou abaisser les roues afin de surmonter des obstacles allant jusqu’à 0,40 m de hauteur. La propulsion et le guidage reposent sur quatre roues motrices, montées sur une suspension à grande amplitude. Ces roues sont maintenues au sol par des vérins ajustables, permettant de répartir entre 5 % et 50 % de la charge totale selon les besoins en adhérence.Chaque roue est équipée d’un mécanisme permettant de se rétracter automatiquement si la force exercée sur elle dépasse le seuil fixé par le vérin. Le conducteur peut choisir de s’appuyer exclusivement sur les roues motrices ou d’activer le système de coussins d’air.

### Coussins d'air
Le BC7 était capable de se déplacer sur l’eau grâce à son coussin d’air répartis sur dix jupes cylindriques, qui lui permettait de traverser des voies navigables. Les coussins d’air génèrent une pression maximale de 40 grammes par centimètre carré à pleine charge, une valeur inférieure à celle d’un pneu automobile. Par ailleurs, les roues étaient équipées de lames latérales, fonctionnant de manière similaire a des roues à aubes, pour assurer un déplacement progressif sur l’eau à faible vitesse (7 km/h). Toutefois, cette configuration limitait sa vitesse dans cet environnement, en effet, contrairement aux modèles BC4 et BC6, les coussins d'air du BC7 n'étaient pas orientables, ce qui l'empêchait de générer une poussée dans la direction souhaitée. Cette caractéristique signifiait que, contrairement à ses prédécesseurs, le BC7 ne possédait pas la capacité de se déplacer latéralement en crabe. 